# مايكل موه
مايكل موه (مواليد 10 يناير 1998) هو لاعب تنس محترف أمريكي، أعلى تصنيف له في الفردي كان ال96 في أكتوبر 2018.

## روابط خارجية
- مايكل موه على موقع رابطة محترفي التنس (الإنجليزية)
- مايكل موه على موقع الاتحاد الدولي لكرة المضرب (الإنجليزية)
- مايكل موه على موقع خلاصة التنس.كوم (الإنجليزية)
- مايكل موه على موقع إي إس بي إن.كوم (الإنجليزية)